# Victor Erroelen
Victor Dorre Erroelen, né le 23 décembre 1916 et mort le 22 février 1988 à Berchem-Sainte-Agathe (Bruxelles) en Belgique, est un footballeur international belge actif du milieu des années 1930 au milieu des années 1950. Il joue la majeure partie de sa carrière  comme milieu de terrain au Sporting d'Anderlecht, où il remporte les trois premiers titres de champion de l'histoire du club.

## Biographie
Victor Erroelen fut l'un des grands talents qui permirent au milieu des années 1930 au Sporting d'Anderlecht de se fixer définitivement dans les plus hautes instances du football belge. Chez les jeunes, il évolue notamment avec le futur président du club, Albert Roosens.
Il fait ses débuts en Division d'Honneur avec le Sporting en 1936. Le club vient à l'époque de remonter parmi l'élite nationale. Le joueur devient une valeur sûre du milieu de terrain de l'équipe bruxelloise quand la Seconde Guerre mondiale éclate. Après le conflit, il conserve sa place dans l'équipe et participe à la conquête des trois premiers titres de champion de Belgique remportés par le Sporting, en 1947, 1949 et 1950. Durant cette période faste, il est également appelé à quatre reprises en équipe nationale belge lors de l'année 1948.
Après avoir remporté le troisième titre et 236 matches joués en championnat, Victor Erroelen quitte Anderlecht et rejoint les rangs du Racing Club de Gand, qui milite alors en Promotion, le troisième niveau hiérarchique national. Dès sa première saison à Gand, le club remporte le titre dans sa série et remonte au deuxième niveau national. Douze mois plus tard, le club décroche un second titre consécutif et revient parmi l'élite nationale en 1952, 17 ans après l'avoir quittée. Malheureusement, l'équipe ne peut assurer son maintien et redescend directement en Division 2. Victor Erroelen joue encore deux ans avec Gand puis s'engage à l'Eendracht Alost, actif en troisième division. Il preste avec ce club durant deux ans avant de ranger définitivement ses crampons en 1959 à l'âge de 43 ans, après deux dernières saisons disputées dans les divisions inférieures avec la Royale Union halloise.
Appelé pour la première fois chez les aspirants en 1945 face à l'Écosse, il reste toutefois sur le banc. Par contre, Victor Erroelen compte quatre convocations en équipe nationale belge pour autant de matches joués. Il reçoit sa première cape chez les Diables Rouges le 14 mars 1948 à l'occasion d'un match amical face aux Pays-Bas et il joue sa quatrième et dernière rencontre le 6 juin de la même année contre la France.

## Statistiques

### En club
| Saison                | Club                  | Championnat             | Championnat | Championnat | Coupe(s) nationale(s) | Coupe(s) nationale(s) | Total | Total |
| Saison                | Club                  | Division                | M.          | B.          | M.                    | B.                    | M.    | B.    |
| 1936-1937             | RSC Anderlecht        | Division d'Honneur (D1) | -           | -           | -                     | -                     | 0     | 0     |
| 1937-1938             | RSC Anderlecht        | Division d'Honneur (D1) | -           | -           | -                     | -                     | 0     | 0     |
| 1938-1939             | RSC Anderlecht        | Division d'Honneur (D1) | -           | -           | -                     | -                     | 0     | 0     |
| 1939-1940             | RSC Anderlecht        | Compétition annulée     | -           | -           | -                     | -                     | 0     | 0     |
| 1940-1941             | RSC Anderlecht        | Compétition annulée     | -           | -           | -                     | -                     | 0     | 0     |
| 1941-1942             | RSC Anderlecht        | Division d'Honneur (D1) | -           | -           | -                     | -                     | 0     | 0     |
| 1942-1943             | RSC Anderlecht        | Division d'Honneur (D1) | -           | -           | -                     | -                     | 0     | 0     |
| 1943-1944             | RSC Anderlecht        | Division d'Honneur (D1) | -           | -           | -                     | -                     | 0     | 0     |
| 1944-1945             | RSC Anderlecht        | Compétition annulée     | -           | -           | -                     | -                     | 0     | 0     |
| 1945-1946             | RSC Anderlecht        | Division d'Honneur (D1) | -           | -           | -                     | -                     | 0     | 0     |
| 1946-1947             | RSC Anderlecht        | Division d'Honneur (D1) | -           | -           | -                     | -                     | 0     | 0     |
| 1947-1948             | RSC Anderlecht        | Division d'Honneur (D1) | -           | -           | -                     | -                     | 0     | 0     |
| 1948-1949             | RSC Anderlecht        | Division d'Honneur (D1) | -           | -           | -                     | -                     | 0     | 0     |
| 1949-1950             | RSC Anderlecht        | Division d'Honneur (D1) | -           | -           | -                     | -                     | 0     | 0     |
| Sous-total            | Sous-total            | Sous-total              | 236         | 0           | 1                     | 0                     | 237   | 0     |
| 1950-1951             | KRC Gand              | Promotion B (D3)        | -           | -           | -                     | -                     | 0     | 0     |
| 1951-1952             | KRC Gand              | Division 1A (D2)        | -           | -           | -                     | -                     | 0     | 0     |
| 1952-1953             | KRC Gand              | Division 1              | -           | -           | -                     | -                     | 0     | 0     |
| 1953-1954             | KRC Gand              | Division 2              | -           | -           | -                     | -                     | 0     | 0     |
| 1954-1955             | KRC Gand              | Division 2              | -           | -           | -                     | -                     | 0     | 0     |
| Sous-total            | Sous-total            | Sous-total              | -           | -           | -                     | -                     | 0     | 0     |
| 1955-1956             | SC Eendracht Alost    | Division 3A             | -           | -           | -                     | -                     | 0     | 0     |
| 1956-1957             | SC Eendracht Alost    | Division 3B             | -           | -           | -                     | -                     | 0     | 0     |
| Sous-total            | Sous-total            | Sous-total              | -           | -           | -                     | -                     | 0     | 0     |
| 1957-1958             | KSK Halle             | Séries provinciales     | -           | -           | -                     | -                     | 0     | 0     |
| 1958-1959             | KSK Halle             | Séries provinciales     | -           | -           | -                     | -                     | 0     | 0     |
| Sous-total            | Sous-total            | Sous-total              | -           | -           | -                     | -                     | 0     | 0     |
| Total sur la carrière | Total sur la carrière | Total sur la carrière   | 270         | 4           | 1                     | 0                     | 271   | 4     |

### En sélections nationales
| Saison                | Sélection             | Phases finales        | Phases finales | Phases finales | Éliminatoires CDM | Éliminatoires CDM | Matchs amicaux | Matchs amicaux | Total | Total |
| Saison                | Sélection             | Compétition           | M              | B              | M                 | B                 | M              | B              | M     | B     |
| --------------------- | --------------------- | --------------------- | -------------- | -------------- | ----------------- | ----------------- | -------------- | -------------- | ----- | ----- |
| 1947-1948             | Belgique              | -                     | -              | -              | -                 | -                 | 4              | 0              | 4     | 0     |
| Total sur la carrière | Total sur la carrière | Total sur la carrière | -              | -              | -                 | -                 | 4              | 0              | 4     | 0     |

### Matchs internationaux
| Matchs internationaux de Victor Erroelen, | Matchs internationaux de Victor Erroelen, | Matchs internationaux de Victor Erroelen, | Matchs internationaux de Victor Erroelen, | Matchs internationaux de Victor Erroelen, | Matchs internationaux de Victor Erroelen, | Matchs internationaux de Victor Erroelen, | Matchs internationaux de Victor Erroelen, |
| #                                         | Date                                      | Lieu                                      | Adversaire                                | Résultat                                  | Compétition                               | Club                                      | Notes                                     |
| ----------------------------------------- | ----------------------------------------- | ----------------------------------------- | ----------------------------------------- | ----------------------------------------- | ----------------------------------------- | ----------------------------------------- | ----------------------------------------- |
| 1                                         | 14 mars 1948                              | Bosuilstadion, Anvers, Belgique           | Pays-Bas                                  | N 1 - 1                                   | Match amical                              | RSC Anderlecht                            | Titulaire.                                |
| 2                                         | 18 avril 1948                             | Stade Feijenoord, Rotterdam, Pays-Bas     | Pays-Bas                                  | N 2 - 2                                   | Match amical                              | RSC Anderlecht                            | Titulaire.                                |
| 3                                         | 28 avril 1948                             | Hampden Park, Glasgow, Écosse             | Écosse                                    | D 0 - 2                                   | Match amical                              | RSC Anderlecht                            | Titulaire.                                |
| 4                                         | 6 juin 1948                               | Stade du Heysel, Bruxelles, Belgique      | France                                    | V 4 - 2                                   | Match amical                              | RSC Anderlecht                            | Titulaire.                                |

## Palmarès

### En club
|  |  | RSC Anderlecht - Championnat de Belgique (3) : - Champion : 1947, 1949 et 1950 |  | KRC Gand - Championnat de Belgique de deuxième division (1) : - Champion : 1952 - Championnat de Belgique de troisième division (1) : - Champion : 1951 |  | SC Eendracht Alost - Championnat de Belgique de troisième division (1) : - Champion : 1957 |